# Coppa J.League 2013
La J.League Cup 2013 (2013年のJリーグカップ?), denominata Coppa Yamazaki Nabisco per ragioni di sponsorizzazione, è stata la ventunesima edizione del torneo calcistico organizzato dalla J.League.

## Formato
Il regolamento, reso noto il 18 dicembre 2012 tramite un comunicato pubblicato sul sito ufficiale della J.League, è lo stesso delle stagioni precedenti con una prima fase a gironi a cui prendono parte tutte le squadre della J.League Division 1, ad eccezione dei quattro club qualificatisi in AFC Champions League al termine della J.League Division 1 2012. Le prime e le seconde classificate dei gironi hanno accesso alla fase ad eliminazione diretta, a cui prendono parte anche le quattro squadre qualificate per la competizione continentale.

## Risultati

### Fase a gruppi
Il sorteggio per la definizione della fase a gironi si è svolto il 1º febbraio 2013.

#### Gruppo A

##### Risultati
| Shizuoka 20 marzo 2013, ore 13:04 UTC+9 | Shimizu S-Pulse | 1 – 1 referto | Ventforet Kofu | Outsourcing Stadium Nihondaira (9 411 spett.)\| Arbitro: \| Sato \| |
| Arbitro:                                | Sato            |               |                |                                                                     |

| Saitama 20 marzo 2013, ore 16:00 UTC+9 | Omiya Ardija | 0 – 2 referto | Júbilo Iwata | NACK5 Stadium Omiya (6 613 spett.)\| Arbitro: \| Kubota \| |
| Arbitro:                               | Kubota       |               |              |                                                            |

| Yokohama 20 marzo 2013, ore 17:00 UTC+9 | Yokohama F·Marinos | 1 – 0 referto | Kawasaki Frontale | Mitsuzawa Stadium (12 132 spett.)\| Arbitro: \| Iemoto \| |
| Arbitro:                                | Iemoto             |               |                   |                                                           |

| Kofu 23 marzo 2013, ore 13:03 UTC+9 | Ventforet Kofu | 0 – 2 referto | Yokohama F·Marinos | Yamanashi Chuo Bank Stadium (8 558 spett.)\| Arbitro: \| Matsuo \| |
| Arbitro:                            | Matsuo         |               |                    |                                                                    |

| Iwata 23 marzo 2013, ore 13:00 UTC+9 | Júbilo Iwata | 5 – 1 referto | Shimizu S-Pulse | Yamaha Stadium (10 690 spett.)\| Arbitro: \| Tojo \| |
| Arbitro:                             | Tojo         |               |                 |                                                      |

| Shonan 23 marzo 2013, ore 16:00 UTC+9 | Shonan Bellmare | 1 – 3 referto | Omiya Ardija | Shonan BMW Stadium Hiratsuka (6 019 spett.)\| Arbitro: \| Murakami \| |
| Arbitro:                              | Murakami        |               |              |                                                                       |

| Kawasaki 3 aprile 2013, ore 19:00 UTC+9 | Kawasaki Frontale | 2 – 1 referto | Júbilo Iwata | Todoroki Athletics Stadium (7 449 spett.)\| Arbitro: \| Yoshida \| |
| Arbitro:                                | Yoshida           |               |              |                                                                    |

| Kofu 3 aprile 2013, ore 19:00 UTC+9 | Ventforet Kofu | 0 – 1 referto | Shonan Bellmare | Yamanashi Chuo Bank Stadium (5 923 spett.)\| Arbitro: \| Kimura \| |
| Arbitro:                            | Kimura         |               |                 |                                                                    |

| Yokohama 3 aprile 2013, ore 19:30 UTC+9 | Yokohama F·Marinos | 0 – 1 referto | Omiya Ardija | Mitsuzawa Stadium (7 214 spett.)\| Arbitro: \| Okabe \| |
| Arbitro:                                | Okabe              |               |              |                                                         |

| Saitama 10 aprile 2013, ore 19:00 UTC+9 | Omiya Ardija | 1 – 3 referto | Ventforet Kofu | NACK5 Stadium Omiya (3 958 spett.)\| Arbitro: \| Kato \| |
| Arbitro:                                | Kato         |               |                |                                                          |

| Kawasaki 10 aprile 2013, ore 19:00 UTC+9 | Kawasaki Frontale | 0 – 0 referto | Shimizu S-Pulse | Todoroki Athletics Stadium (8 964 spett.)\| Arbitro: \| Murakami \| |
| Arbitro:                                 | Murakami          |               |                 |                                                                     |

| Iwata 10 aprile 2013, ore 19:00 UTC+9 | Júbilo Iwata | 1 – 0 referto | Shonan Bellmare | Yamaha Stadium (4 644 spett.)\| Arbitro: \| Nishimura \| |
| Arbitro:                              | Nishimura    |               |                 |                                                          |

| Saitama 23 aprile 2013, ore 19:00 UTC+9 | Omiya Ardija | 2 – 3 referto | Shimizu S-Pulse | NACK5 Stadium Omiya (4 276 spett.)\| Arbitro: \| Tojo \| |
| Arbitro:                                | Tojo         |               |                 |                                                          |

| Shonan 24 aprile 2013, ore 19:00 UTC+9 | Shonan Bellmare | 0 – 1 referto | Yokohama F·Marinos | Shonan BMW Stadium Hiratsuka (4 747 spett.)\| Arbitro: \| Adcock \| |
| Arbitro:                               | Adcock          |               |                    |                                                                     |

| Kofu 24 aprile 2013, ore 19:00 UTC+9 | Ventforet Kofu | 1 – 3 referto | Kawasaki Frontale | Yamanashi Chuo Bank Stadium (4 436 spett.)\| Arbitro: \| Martin \| |
| Arbitro:                             | Martin         |               |                   |                                                                    |

| Kawasaki 15 maggio 2013, ore 19:00 UTC+9 | Kawasaki Frontale | 2 – 0 referto | Omiya Ardija | Todoroki Athletics Stadium (7 625 spett.)\| Arbitro: \| Kimura \| |
| Arbitro:                                 | Kimura            |               |              |                                                                   |

| Shizuoka 15 maggio 2013, ore 19:04 UTC+9 | Shimizu S-Pulse | 0 – 1 referto | Shonan Bellmare | Outsourcing Stadium Nihondaira (6 261 spett.)\| Arbitro: \| Iida \| |
| Arbitro:                                 | Iida            |               |                 |                                                                     |

| Yokohama 15 maggio 2013, ore 19:30 UTC+9 | Yokohama F·Marinos | 3 – 0 referto | Júbilo Iwata | Mitsuzawa Stadium (7 169 spett.)\| Arbitro: \| Ogiya \| |
| Arbitro:                                 | Ogiya              |               |              |                                                         |

| Shonan 22 maggio 2013, ore 19:00 UTC+9 | Shonan Bellmare | 1 – 1 | Kawasaki Frontale | Shonan BMW Stadium Hiratsuka (6 018 spett.)\| Arbitro: \| Fukushima \| |
| Arbitro:                               | Fukushima       |       |                   |                                                                        |

| Shizuoka 22 maggio 2013, ore 19:00 UTC+9 | Shimizu S-Pulse | 1 – 2 | Yokohama F·Marinos | Outsourcing Stadium Nihondaira (6 782 spett.)\| Arbitro: \| Yoshida \| |
| Arbitro:                                 | Yoshida         |       |                    |                                                                        |

| Iwata 22 maggio 2013, ore 19:00 UTC+9 | Júbilo Iwata | 1 – 1 | Ventforet Kofu | Yamaha Stadium (5 637 spett.)\| Arbitro: \| Yamamoto \| |
| Arbitro:                              | Yamamoto     |       |                |                                                         |

##### Classifica
| Pos. | Squadra            | Pt | G | V | N | P | GF | GS | DR |
| ---- | ------------------ | -- | - | - | - | - | -- | -- | -- |
| 1.   | Yokohama F·Marinos | 15 | 6 | 5 | 0 | 1 | 9  | 2  | +7 |
| 2.   | Kawasaki Frontale  | 11 | 6 | 3 | 2 | 1 | 8  | 4  | +4 |
| 3.   | Júbilo Iwata       | 10 | 6 | 3 | 1 | 2 | 10 | 7  | +3 |
| 4.   | Shonan Bellmare    | 7  | 6 | 2 | 1 | 3 | 4  | 6  | -2 |
| 5.   | Omiya Ardija       | 6  | 6 | 2 | 0 | 4 | 7  | 11 | -4 |
| 6.   | Ventforet Kofu     | 5  | 6 | 1 | 2 | 3 | 6  | 9  | -3 |
| 7.   | Shimizu S-Pulse    | 5  | 6 | 1 | 2 | 3 | 6  | 11 | -5 |

#### Gruppo B

##### Risultati
| Niigata 20 marzo 2013, ore 13:00 UTC+9 | Albirex Niigata | 1 – 1 referto | Oita Trinita | Big Swan Stadium (12 369 spett.)\| Arbitro: \| Yakayama \| |
| Arbitro:                               | Yakayama        |               |              |                                                            |

| Tokyo 20 marzo 2013, ore 14:00 UTC+9 | FC Tokyo  | 1 – 1 referto | Sagan Tosu | Komazawa Stadium (11 039 spett.)\| Arbitro: \| Nishimura \| |
| Arbitro:                             | Nishimura |               |            |                                                             |

| Nagoya 20 marzo 2013, ore 16:00 UTC+9 | Nagoya Grampus | 1 – 1 referto | Cerezo Osaka | Mizuho Athletic Stadium (8 032 spett.)\| Arbitro: \| Fukushima \| |
| Arbitro:                              | Fukushima      |               |              |                                                                   |

| Oita 23 marzo 2013, ore 13:00 UTC+9 | Oita Trinita | 1 – 2 referto | Cerezo Osaka | Ōita Stadium (8 032 spett.)\| Arbitro: \| Yamamoto \| |
| Arbitro:                            | Yamamoto     |               |              |                                                       |

| Kashima 23 marzo 2013, ore 16:00 UTC+9 | Kashima Antlers | 2 – 4 referto | FC Tokyo | Kashima Soccer Stadium (11 839 spett.)\| Arbitro: \| Yamamoto \| |
| Arbitro:                               | Yamamoto        |               |          |                                                                  |

| Tosu 23 marzo 2013, ore 16:00 UTC+9 | Sagan Tosu | 1 – 2 referto | Nagoya Grampus | Best Amenity Stadium (8 032 spett.)\| Arbitro: \| Yoshida \| |
| Arbitro:                            | Yoshida    |               |                |                                                              |

| Kashima 3 aprile 2013, ore 19:00 UTC+9 | Kashima Antlers | 1 – 0 referto | Sagan Tosu | Kashima Soccer Stadium (5 070 spett.)\| Arbitro: \| Murakami \| |
| Arbitro:                               | Murakami        |               |            |                                                                 |

| Tokyo 3 aprile 2013, ore 19:00 UTC+9 | FC Tokyo | 0 – 0 referto | Nagoya Grampus | Tokyo Stadium (9 900 spett.)\| Arbitro: \| Matsuo \| |
| Arbitro:                             | Matsuo   |               |                |                                                      |

| Niigata 3 aprile 2013, ore 19:00 UTC+9 | Albirex Niigata | 2 – 1 referto | Cerezo Osaka | Big Swan Stadium (7 230 spett.)\| Arbitro: \| Ogiya \| |
| Arbitro:                               | Ogiya           |               |              |                                                        |

| Tokyo 10 aprile 2013, ore 19:00 UTC+9 | Albirex Niigata | 1 – 2 referto | Kashima Antlers | Big Swan Stadium (7 210 spett.)\| Arbitro: \| Iida \| |
| Arbitro:                              | Iida            |               |                 |                                                       |

| Tokyo 10 aprile 2013, ore 19:00 UTC+9 | Nagoya Grampus | 1 – 1 referto | Oita Trinita | Mizuho Athletic Stadium (4 601 spett.)\| Arbitro: \| Yamamoto \| |
| Arbitro:                              | Yamamoto       |               |              |                                                                  |

| Tokyo 10 aprile 2013, ore 19:00 UTC+9 | Cerezo Osaka | 2 – 1 referto | FC Tokyo | Nagai Stadium (7 296 spett.)\| Arbitro: \| Kubota \| |
| Arbitro:                              | Kubota       |               |          |                                                      |

| Kashima 24 aprile 2013, ore 19:00 UTC+9 | Kashima Antlers | 1 – 0 referto | Nagoya Grampus | Kashima Soccer Stadium (4 735 spett.)\| Arbitro: \| Matsuo \| |
| Arbitro:                                | Matsuo          |               |                |                                                               |

| Tosu 24 aprile 2013, ore 19:00 UTC+9 | Sagan Tosu | 2 – 0 referto | Albirex Niigata | Best Amenity Stadium (3 640 spett.)\| Arbitro: \| Ogiya \| |
| Arbitro:                             | Ogiya      |               |                 |                                                            |

| Tokyo 24 aprile 2013, ore 19:00 UTC+9 | Oita Trinita | 0 – 0 referto | FC Tokyo | Ōita Stadium (4 623 spett.)\| Arbitro: \| Iida \| |
| Arbitro:                              | Iida         |               |          |                                                   |

| Tokyo 15 maggio 2013, ore 19:04 UTC+9 | FC Tokyo | 2 – 1 referto | Albirex Niigata | National Stadium (12 724 spett.)\| Arbitro: \| Iemoto \| |
| Arbitro:                              | Iemoto   |               |                 |                                                          |

| Osaka 15 maggio 2013, ore 19:05 UTC+9 | Cerezo Osaka | 2 – 1 referto | Sagan Tosu | Kincho Stadium (6 941 spett.)\| Arbitro: \| Kubota \| |
| Arbitro:                              | Kubota       |               |            |                                                       |

| Tokyo 15 maggio 2013, ore 19:30 UTC+9 | Oita Trinita | 0 – 1 referto | Kashima Antlers | Ōita Stadium (4 563 spett.)\| Arbitro: \| Fukushima \| |
| Arbitro:                              | Fukushima    |               |                 |                                                        |

| Nagoya 22 maggio 2013, ore 19:00 UTC+9 | Nagoya Grampus | 2 – 1 | Albirex Niigata | Mizuho Athletic Stadium (4 106 spett.)\| Arbitro: \| Maeda \| |
| Arbitro:                               | Maeda          |       |                 |                                                               |

| Osaka 22 maggio 2013, ore 19:00 UTC+9 | Cerezo Osaka | 2 – 1 | Kashima Antlers | Kincho Stadium (10 336 spett.)\| Arbitro: \| Okabe \| |
| Arbitro:                              | Okabe        |       |                 |                                                       |

| Tosu 22 maggio 2013, ore 19:00 UTC+9 | Sagan Tosu | 2 – 3 | Oita Trinita | Best Amenity Stadium (4 106 spett.)\| Arbitro: \| Sato \| |
| Arbitro:                             | Sato       |       |              |                                                           |

##### Classifica
| Pos. | Squadra         | Pt | G | V | N | P | GF | GS | DR |
| ---- | --------------- | -- | - | - | - | - | -- | -- | -- |
| 1.   | Cerezo Osaka    | 13 | 6 | 4 | 1 | 1 | 10 | 7  | +3 |
| 2.   | Kashima Antlers | 12 | 6 | 4 | 0 | 2 | 8  | 7  | +1 |
| 3.   | FC Tokyo        | 9  | 6 | 2 | 3 | 1 | 7  | 5  | +2 |
| 4.   | Nagoya Grampus  | 9  | 6 | 2 | 3 | 1 | 6  | 5  | +1 |
| 5.   | Oita Trinita    | 6  | 6 | 1 | 3 | 2 | 6  | 7  | -1 |
| 6.   | Sagan Tosu      | 4  | 6 | 1 | 1 | 4 | 6  | 8  | -2 |
| 7.   | Albirex Niigata | 4  | 6 | 1 | 1 | 4 | 6  | 10 | -4 |

### Fase a eliminazione diretta
Il tabellone è stato definito il 30 maggio 2013, tramite un sorteggio trasmesso in diretta dal programma SPORT! in onda su NHK.

#### Quarti di finale

##### Andata
| Kashima 23 giugno 2013, ore 18:04 UTC+9 | Kashima Antlers | 0 – 2 referto | Yokohama F·Marinos | Kashima Soccer Stadium (13 099 spett.)\| Arbitro: \| Murakami \| |
| Arbitro:                                | Murakami        |               |                    |                                                                  |

| Kawasaki 23 giugno 2013, ore 18:00 UTC+9 | Kawasaki Frontale | 2 – 1 referto | Vegalta Sendai | Todoroki Athletics Stadium (10 711 spett.)\| Arbitro: \| Matsuo \| |
| Arbitro:                                 | Matsuo            |               |                |                                                                    |

| Osaka 23 giugno 2013, ore 19:04 UTC+9 | Cerezo Osaka | 0 – 2 referto | Urawa Reds | Nagai Stadium (16 602 spett.)\| Arbitro: \| Iemoto \| |
| Arbitro:                              | Iemoto       |               |            |                                                       |

| Hiroshima 23 giugno 2013, ore 19:03 UTC+9 | Sanfrecce Hiroshima | 1 – 2 referto | Kashiwa Reysol | EDION Stadium Hiroshima (9 427 spett.)\| Arbitro: \| Kimura \| |
| Arbitro:                                  | Kimura              |               |                |                                                                |

##### Ritorno
| Yokohama 30 giugno 2013, ore 19:00 UTC+9 | Yokohama F·Marinos | 3 – 1 referto | Kashima Antlers | Nissan Stadium (14 038 spett.)\| Arbitro: \| Ogiya \| |
| Arbitro:                                 | Ogiya              |               |                 |                                                       |

| Sendai 30 giugno 2013, ore 18:04 UTC+9 | Vegalta Sendai | 2 – 3 referto | Kawasaki Frontale | Yurtec Stadium Sendai (11 176 spett.)\| Arbitro: \| Sato \| |
| Arbitro:                               | Sato           |               |                   |                                                             |

| Saitama 30 giugno 2013, ore 18:00 UTC+9 | Urawa Reds | 1 – 1 referto | Cerezo Osaka | Saitama Stadium 2002 (22 743 spett.)\| Arbitro: \| Iida \| |
| Arbitro:                                | Iida       |               |              |                                                            |

| Kashiwa 30 giugno 2013, ore 19:00 UTC+9 | Kashiwa Reysol | 0 – 1 referto | Sanfrecce Hiroshima | Hitachi Kashiwa Stadium (7 775 spett.)\| Arbitro: \| Tojo \| |
| Arbitro:                                | Tojo           |               |                     |                                                              |

#### Semifinali

##### Andata
| Kawasaki 23 giugno 2013, ore 18:00 UTC+9 | Kawasaki Frontale | 3 – 2 referto | Urawa Reds | Todoroki Athletics Stadium (19 193 spett.)\| Arbitro: \| Kimura \| |
| Arbitro:                                 | Kimura            |               |            |                                                                    |

| Kashiwa 7 settembre 2013, ore 18:00 UTC+9 | Kashiwa Reysol | 4 – 0 referto | Yokohama F·Marinos | Hitachi Kashiwa Stadium (10 532 spett.)\| Arbitro: \| Yoshida \| |
| Arbitro:                                  | Yoshida        |               |                    |                                                                  |

##### Ritorno
| Yokohama 12 ottobre 2013, ore 13:00 UTC+9 | Yokohama F·Marinos | 2 – 0 referto | Kashiwa Reysol | Mitsuzawa Stadium (10 071 spett.)\| Arbitro: \| Iemoto \| |
| Arbitro:                                  | Iemoto             |               |                |                                                           |

| Saitama 12 ottobre 2013, ore 17:00 UTC+9 | Urawa Reds | 1 – 0 referto | Kawasaki Frontale | Saitama Stadium 2002 (27 197 spett.)\| Arbitro: \| Nishimura \| |
| Arbitro:                                 | Nishimura  |               |                   |                                                                 |

#### Finale
| Arbitro: | Ogiya |

|  |           |            |
|  | Marcatori | 45+1’ Kudo |

| Urawa Reds | Kashiwa Reysol |

#### Formazioni
| Urawa Reds       |    |                     |     |
|                  |    |                     |     |
| P                | 1  | Norihiro Yamagishi  |     |
| D                | 46 | Ryōta Moriwaki      | 30’ |
| D                | 4  | Daisuke Nasu        |     |
| D                | 5  | Tomoaki Makino      |     |
| C                | 14 | Tadaaki Hirakawa    | 69’ |
| C                | 22 | Yūki Abe            |     |
| C                | 13 | Keita Suzuki        | 77’ |
| C                | 3  | Tomoya Ugajin       |     |
| C                | 8  | Yōsuke Kashiwagi    |     |
| C                | 24 | Genki Haraguchi     |     |
| A                | 30 | Shinzō Kōroki       |     |
| A disposizione:  |    |                     |     |
| P                | 18 | Nobuhiro Kato       |     |
| D                | 2  | Keisuke Tsuboi      |     |
| D                | 6  | Nobuhisa Yamada     |     |
| D                | 17 | Mitsuru Nagata      |     |
| C                | 7  | Tsukasa Umesaki     |     |
| C                | 11 | Kunimitsu Sekiguchi | 69’ |
| C                | 10 | Márcio Richardes    | 77’ |
| Allenatore:      |    |                     |     |
| Mihailo Petrović |    |                     |     |

| Kashiwa Reysol    |    |                    |     |     |
|                   |    |                    |     |     |
| P                 | 21 | Takanori Sugeno    | 83’ |     |
| D                 | 2  | Masato Fujita      | 46’ |     |
| D                 | 29 | Hiroyuki Taniguchi | 26’ | 76’ |
| D                 | 3  | Noaya Kondo        |     |     |
| D                 | 23 | Hirofumi Watanabe  |     |     |
| C                 | 10 | Leandro Domingues  | 77’ |     |
| C                 | 28 | Ryōichi Kurisawa   |     |     |
| C                 | 20 | Akimi Barada       |     |     |
| C                 | 8  | Jorge Wágner       | 88’ |     |
| A                 | 11 | Cléo               |     |     |
| A                 | 9  | Masato Kudō        |     |     |
| A disposizione:   |    |                    |     |     |
| P                 | 16 | Koji Inada         |     |     |
| D                 | 5  | Tatsuya Masushima  |     | 5’  |
| C                 | 26 | Tetsuro Ota        |     | 46’ |
| C                 | 25 | Yūsuke Kobayashi   |     |     |
| C                 | 14 | Kenta Kanō         |     |     |
| A                 | 8  | Masakatsu Sawa     |     |     |
| A                 | 18 | Junya Tanaka       |     |     |
| Allenatore:       |    |                    |     |     |
| Nelsinho Baptista |    |                    |     |     |

## Statistiche

### Classifica marcatori
Aggiornata al 2 novembre 2013
| Gol | Rigori |  | Giocatore       | Squadra            |
| --- | ------ |  | --------------- | ------------------ |
| 7   |        |  | Marquinhos      | Yokohama F·Marinos |
| 5   |        |  | Davi            | Kashima Antlers    |
| 5   |        |  | Shinzō Kōroki   | Urawa Reds         |
| 4   | 1      |  | Yoshito Ōkubo   | Kawasaki Frontale  |
| 4   |        |  | Takuya Marutani | Oita Trinita       |